# Општина Фардеа
Фардеа (рум. Fârdea) општина је у Румунији у округу Тимиш.
Oпштина се налази на надморској висини од 222 m.